# نماز نافله
نماز نافله، اصطلاحی اسلامی در فقه و یکی از نمازهای مستحبی در مذاهب اسلامی است. به گزارش فخرالدین رازی، انفال به معنای زیادی بر اصل است و نماز نافله را به این جهت که زیاده بر نمازهای واجب است، نافله خوانده‌اند.
این نماز از وقت اذان شام تا اذان صبح خوانده می شود.
اهمیت نماز های نافله در آن است که نوعی هدیه به حساب می آیند و هدیه نیز اصولاً مورد قبول قرار می گیرد.

## تعداد رکعت‌ها
در طول روزهای هفته به غیر از روز جمعه نمازهای نافله ۳۴ رکعت می‌باشد:
- ۲ رکعت نماز نافله صبح قبل از نماز صبح
- ۴ رکعت نماز نافله ظهر قبل از نماز ظهر
- ۴ رکعت نماز نافله عصر قبل از نماز عصر
- ۴ رکعت نماز نافله مغرب بعد از نماز مغرب (در صورت کمبود وقت می‌توان دو رکعت نماز غفیله را به جای دو رکعت نماز نافله مغرب خواند)
- ۲ رکعت نماز نافله عشا بعد از نماز عشا (به نماز نافله عشا وُتِیرِه می‌گویند) (پس از نماز عشا و چون دو رکعت نافله عشا نشسته خوانده می‌شود یک رکعت حساب می‌شود.)
- ۸ رکعت نماز نافله شب
- ۲ رکعت نماز نافله شفع
- ۱ رکعت نماز نافله وتر
- در روز جمعه ۴ رکعت بر نافله های ۱۶ رکعتی نمازهای ظهر و عصر اضافه می‌شود.[۲]